# TMIGD2
TMIGD2 (англ. Transmembrane and immunoglobulin domain containing 2) – білок, який кодується однойменним геном, розташованим у людей на короткому плечі 19-ї хромосоми. Довжина поліпептидного ланцюга білка становить 282 амінокислот, а молекулярна маса — 30 675.
| 10         |  | 20         |  | 30         |  | 40         |  | 50         |
| ---------- |  | ---------- |  | ---------- |  | ---------- |  | ---------- |
| MGSPGMVLGL |  | LVQIWALQEA |  | SSLSVQQGPN |  | LLQVRQGSQA |  | TLVCQVDQAT |
| AWERLRVKWT |  | KDGAILCQPY |  | ITNGSLSLGV |  | CGPQGRLSWQ |  | APSHLTLQLD |
| PVSLNHSGAY |  | VCWAAVEIPE |  | LEEAEGNITR |  | LFVDPDDPTQ |  | NRNRIASFPG |
| FLFVLLGVGS |  | MGVAAIVWGA |  | WFWGRRSCQQ |  | RDSGNSPGNA |  | FYSNVLYRPR |
| GAPKKSEDCS |  | GEGKDQRGQS |  | IYSTSFPQPA |  | PRQPHLASRP |  | CPSPRPCPSP |
| RPGHPVSMVR |  | VSPRPSPTQQ |  | PRPKGFPKVG |  | EE         |  |            |

A: Аланін

C: Цистеїн

D: Аспарагінова кислота

E: Глутамінова кислота

F: Фенілаланін

G: Гліцин

H: Гістидин

I: Ізолейцин

K: Лізин

L: Лейцин

M: Метіонін

N: Аспарагін

P: Пролін

Q: Глутамін

R: Аргінін

S: Серин

T: Треонін

V: Валін

W: Триптофан

Кодований геном білок за функцією належить до фосфопротеїнів. 
Задіяний у такому біологічному процесі, як альтернативний сплайсинг. 
Локалізований у клітинній мембрані, мембрані.